# Megalopsallus pallipes
Megalopsallus pallipes är en insektsart som först beskrevs av Knight 1968.  Megalopsallus pallipes ingår i släktet Megalopsallus och familjen ängsskinnbaggar. Inga underarter finns listade i Catalogue of Life.